# بوسه قاتل
بوسه قاتل (به انگلیسی: Killer's Kiss) فیلمی در گونه نوآر به کارگردانی استنلی کوبریک محصول سال ۱۹۵۵ است.

## درباره فیلم
دومین فیلم بلند و داستانی کوبریک که آن را در ۲۷ سالگی ساخت. عروسک‌ها و مانکن‌ها به عنوان نماد اصلی و تکرار شونده در سراسر فیلم و در اندازه ها و شکل‌های گوناگون حضور دارند. گفتار اندک، به‌کارگیری دوربین روی دست به روش خبری و پس‌نگاه‌های تودرتو از ویژگی‌های این فیلم است. ارتباط دیداریِ بوکسور و دختری که در دو آپارتمان جداگانه -اما نزدیک و روبرو و همتراز- زندگی می‌کنند، یادآور فیلم‌هایی چون به سادگیِ هرچه تمام‌تر (کوآین – ۱۹۵۴) و پنجره عقبی (هیچکاک – ۱۹۵۴) است. پلیس در این فیلم یا نیست، یا بود و نبودش یکی است. مضمون مسئله‌دار فیلم و نیز تردید تهیه‌کنندگان نسبت به بازگشت سرمایه موجب شد کوبریک و دوستش هزینه ۷۵ هزار دلاریِ تولید را خود به عهده گیرند.

## خلاصه داستان
مرد چمدان‌به‌دست در ایستگاه راه‌آهنِ نیویورک، گذشته را به یاد می‌آورَد و بدین‌گونه درمی‌یابیم او مشتزنی بوده که در واپسین مسابقهٔ خود که زنده از شبکه‌های تلویزیونی پخش شده، باخته. دختری که دوست داشته از سوی یک دلال محَبت، آزار دیده، و سرانجام اینکه ناچار شده آدم بکشد و اکنون در حال گریز از نیویورک و چشم‌انتظار قطار است...